# (5476) Mulius
(5257) Mulius est un astéroïde troyen jovien.

## Description
(5257) Mulius est un astéroïde troyen jovien, camp troyen, c'est-à-dire situé au point de Lagrange L5 du système Soleil-Jupiter. Il présente une orbite caractérisée par un demi-grand axe de 5,114 UA, une excentricité de 0,075 et une inclinaison de 13,7° par rapport à l'écliptique.
Il est nommé en référence à un personnage de la mythologie grecque nommé Mulius, tué par Achille lors du conflit légendaire de la guerre de Troie.

## Compléments